# Asarkina angustofasciata
Asarkina angustofasciata är en tvåvingeart som beskrevs av Keiser 1971. Asarkina angustofasciata ingår i släktet Asarkina och familjen blomflugor.
Artens utbredningsområde är Madagaskar. Inga underarter finns listade i Catalogue of Life.